# Zibello
Zibello – miejscowość i gmina we Włoszech, w regionie Emilia-Romania, w prowincji Parma.
Według danych na rok 2004 gminę zamieszkiwało 2007 osób, 87,3 os./km².
1 stycznia 2016 gmina została zlikwidowana.